# Friedrich von Pape
Georg Friedrich Franz Gerhard von Pape (geboren 5. März 1797 in Hannover; gestorben 8. Juni 1877 in Celle) war ein deutscher Richter. Von 1859 bis 1866 war er Vizepräsident des Oberappellationsgerichts Celle, sowie langjähriges Mitglied des Hannoverschen Staatsrats, auch des Hannoverschen Staatsrat des Jahres 1865, und Fachautor.

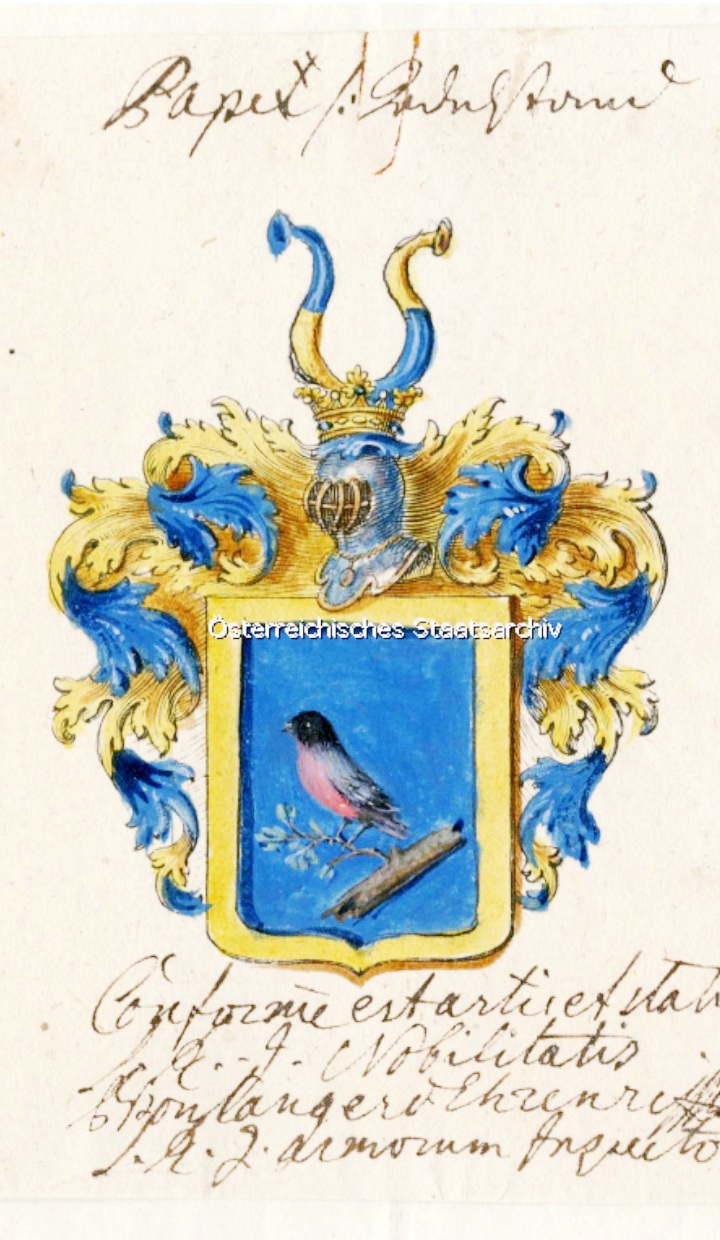
Redendes Wappen, 1779 dem Großvater kaiserlich verliehen: ein Blutfink oder anders „Dompfaff“, auf einem grünenden Zweig eines abgebrochenen Astes

## Leben

### Herkunft
Georg Friedrich Franz Gerhard von Pape wurde zur Zeit der Personalunion zwischen Großbritannien und Hannover im Kurfürstentum Braunschweig-Lüneburg in Hannover geboren als Abkömmling des Adelsgeschlechts Pape, das mit den westfälischen Pape(n) nicht zu verwechseln ist: seine Familie, aus Wolfenbüttel stammend, wurde mit seinem Großvater, dem königlich großbritannischen und kurbraunschweig-lüneburgischen Oberpostkommissar, nachmaligen Hofrat Heinrich Ludwig Pape (1725–1803), im Jahr 1779 in den Reichsadelsstand erhoben. 
Sein Vater Georg (1760–1837) war Konsistorialdirektor sowie Land- und Schatzrat. Er war mit Papes Mutter Helene von Hugo (1766–1845) verheiratet. Bereits Henriette (1759–1822), die ca. gleichaltrige, ab 1779 zweite Stiefmutter des Vaters, war eine geborene von Hugo. Papes Großvater mütterlicherseits war Konrad Heinrich von Hugo (1717–1796), von 1745 bis 1768 Reichshofrat in Wien, von 1768 bis 1796 Drost zu Brunstein. Konrad Heinrich von Hugos Vater war der Botschafter und Direktor der Justizkanzlei zu Hannover, Ludolf Dietrich von Hugo (1683–1749), dessen vier Brüder 1732 in den Reichsadelsstand erhoben wurden. Dessen Vater war Ludolf Hugo (1632–1704), Diplomat und Vizekanzler in Hannover.

### Wirken
Nach der sogenannten „Franzosenzeit“ und der Erhebung Kurhannovers zum Königreich Hannover schrieb er sich am 7. Juli 1815 zunächst an der Georg-August-Universität in Göttingen ein. Am 23. April 1818 wechselte er nach Heidelberg an die Ruprecht-Karls-Universität.
Nach seinen Studien wirkte Pape zunächst als Justizrat in der Residenzstadt Hannover. 1841 trat Pape eine Stelle als Oberappellationsrat am Oberappellationsgericht Celle an. Die calenberg-grubenhagenschen Landstände hatten ihn dazu erwählt, nachdem er zuvor die Stelle eines Kriminalrats beim höchsten Gericht ausgeschlagen hatte. Schon bald nach dessen Gründung 1839 durch König Ernst August war Ober-Appellations-Rath von Pape Außerordentliches Mitglied des Hannoverschen Staatsrats. Von 1852 bis 1859 war er als Obergerichtsdirektor in Hannover tätig. 1859 wechselte er erneut nach Celle und wirkte dort als königlich hannoverscher Wirklicher Geheimrat bis zu seinem Ruhestand am 1. Januar 1867 als Oberappellations-Vizepräsident. Auch in dieser Zeit war er noch Außerordentliches Mitglied des Hannoverschen Staatsrats, auch noch im Hannoverschen Staatsrat des Jahres 1865. Nach der Annexion des Königreichs Hannover durch Preußen publizierte Pape über den Verlag der Buchhandlung von Carl Brandes in Hannover seine 1871 in mehreren Auflagen erschienenen Überlegungen Hoffnung und Gefahr.

### Familie
Anfang November 1832 heiratete er in der Kirche vom Kloster Marienwerder Elisabeth von Hinüber (Henriette Elisabeth Marie Therese von Hinüber; geboren 18. Oktober 1802 in Hannover; gestorben 16. März 1881 in Celle), deren Familie -wie schon Papes mütterliche Vorfahren von Hugo- zu den „Hübschen Familien“ gehörte und mit Papes eigener Familie bereits verwandtschaftlich verbunden war. Sie war eine Tochter des hannoverschen Postmeisters Gerhard von Hinüber (1752–1815). Dieser war über seine Mutter Anna Justine (1725–1812) ein Enkel vom hannoverschen Ober-Postkommissar Friedrich Wilhelm Pape (1693–1770), zu dem Friedrich von Pape ein Urenkel war. Mithin war die Großmutter von Papes Ehefrau eine Schwester seines Großvaters väterlicherseits, und sie somit Großcousin und Großcousine zueinander. Ein Onkel seiner Ehefrau, bzw. Bruder seines Schwiegervaters oder bzw. Cousin seines Vaters, war Staatsrat Adolf Friedrich von Hinüber (1769–1845), Hannoverscher Kanzleidirektor, Oberappellationsrat und Stiftskanonikus.
Aus der Ehe ging der am 16. September 1834 in Hannover geborene Sohn und spätere königlich preußische Obergerichts-Assessor Georg (Georg Heinrich Karl; gestorben 1868 in Lüneburg) hervor. Sohn Georg hatte aus seiner 1865 mit Frieda von Marschalck geschlossenen Ehe die am 31. Dezember 1866 geborene Tochter Thekla und den am 8. Juli 1868 posthum geborenen Sohn Georg hinterlassen. Aus der Ehe mit Elisabeth von Hinüber hatte Friedrich von Pape noch den 1838 geborenen Sohn Karl. Dieser wurde Gutsbesitzer auf Wolfsee in Ostpreußen und heiratete Klara von Suchodoletz, mit der er die Kinder Anna (* 1866), Olga (* 1867), Elisabeth (* 1869) und Fritz (* 1870) bekam. Klaus von Pape war ein Urenkel.

## Schriften (Auswahl)
- Über die verbindende Kraft der im Reichsgesetzblatte verkündigten Reichsgesetze für das Königreich Hannover, Hannover: Hahn'sche Hofbuchhandlung, 1849.
- Hoffnung und Gefahr / vom Geheimen Rath und Oberappellations-Gerichts-Vice-Präsidenten a. D. von Pape in Celle, 3. Auflage, Druck von Georg Heggblom Hannover: Buchhandlung von Carl Brandes, 1871.

## Genealogie (Auszug)
- Moritz Maria von Weittenhiller: Genealogisches Taschenbuch der Ritter- und Adels-Geschlechter. 1878. Dritter Jahrgang, Buschak & Irrgang, Brünn/Wien 1877, S. 536.
- Gothaisches Genealogisches Taschenbuch der Briefadeligen Häuser. 1910. Justus Perthes, Gotha 1909, S. 577. (Fehlerhaft).
- Gothaisches Genealogisches Taschenbuch der Adeligen Häuser. Alter Adel und Briefadel 1928. Justus Perthes, Gotha 1927, S. 436.
- Gothaisches Genealogisches Taschenbuch der Adeligen Häuser. Zugleich Adelsmatrikel der D.A.G. Teil B (Briefadel) 1939. Justus Perthes, Gotha 1938, S. 463.